# Uaithni
Els uaithni o auteini eren un poble cèltic que vivia a l'illa d'Irlanda (Ierne o Hibèrnia) que en l'edat mitjana es trobava al nord-est del comtat de Limerick i a la part adjacent del comtat de Tipperary, i que tenien tradicions del fet que van viure a l'oest del riu Shannon. El seu nom deriva del protocelta reconstruït *Autēniī, i han estat identificats com els auteini' (Αύτεινοι) de la Geographia de Claudi Ptolemeu que els situa en el que és avui el comtat de Galway.
Es coneixen dues branques dels Uaithni: els Uaithni Cliach, establerts al que posteriorment ha estat baronia d'Owney al comtat de Limerick, i els Uaithni Tire, establerts a la baronia d'Owneybeg al comtat de Tipperary. Els Annals dels quatre mestres registra la mort d'Ainle, fill de Cathan, senyor dels Uaithni Cliach, mort pels vikings el 914; de Dubhdabharc, fill de Maelmordha, senyor dels Uaithni Tire, en 949; d'Eochaidh Ua Loingsigh, senyor dels Uaithni Tire, en 1080; i de Cuilen Ua Cathalan, senyor dels Uaithni Cliach, en 1107.